# Cruzy-le-Châtel
Cruzy-le-Châtel és un municipi francès, situat al departament del Yonne i a la regió de Borgonya - Franc Comtat. L'any 2007 tenia 254 habitants.

## Demografia

### Població
El 2007 la població de fet de Cruzy-le-Châtel era de 254 persones. Hi havia 116 famílies, de les quals 40 eren unipersonals (20 homes vivint sols i 20 dones vivint soles), 44 parelles sense fills i 32 parelles amb fills.
La població ha evolucionat segons el següent gràfic:
Habitants censats

### Habitatges
El 2007 hi havia 215 habitatges, 118 eren l'habitatge principal de la família, 79 eren segones residències i 18 estaven desocupats. 209 eren cases i 3 eren apartaments. Dels 118 habitatges principals, 92 estaven ocupats pels seus propietaris, 12 estaven llogats i ocupats pels llogaters i 14 estaven cedits a títol gratuït; 2 tenien una cambra, 4 en tenien dues, 25 en tenien tres, 29 en tenien quatre i 58 en tenien cinc o més. 86 habitatges disposaven pel capbaix d'una plaça de pàrquing. A 52 habitatges hi havia un automòbil i a 53 n'hi havia dos o més.

### Piràmide de població
La piràmide de població per edats i sexe el 2009 era:
| Homes | Edats   | Dones |
| ----- | ------- | ----- |
| 0     | 95 o +  | 0     |
| 0     | 90 a 94 | 8     |
| 0     | 85 a 89 | 0     |
| 4     | 80 a 84 | 0     |
| 8     | 75 a 79 | 8     |
| 20    | 70 a 74 | 12    |
| 8     | 65 a 69 | 20    |
| 4     | 60 a 64 | 4     |
| 12    | 55 a 59 | 12    |
| 8     | 50 a 54 | 0     |
| 0     | 45 a 49 | 0     |
| 16    | 40 a 44 | 20    |
| 12    | 35 a 39 | 0     |
| 4     | 30 a 34 | 12    |
| 8     | 25 a 29 | 4     |
| 0     | 20 a 24 | 0     |
| 8     | 15 a 19 | 12    |
| 12    | 10 a 14 | 4     |
| 12    | 5 a 9   | 8     |
| 4     | 0 a 4   | 8     |

## Economia
El 2007 la població en edat de treballar era de 156 persones, 114 eren actives i 42 eren inactives. De les 114 persones actives 106 estaven ocupades (63 homes i 43 dones) i 8 estaven aturades (2 homes i 6 dones). De les 42 persones inactives 20 estaven jubilades, 11 estaven estudiant i 11 estaven classificades com a «altres inactius».

### Ingressos
El 2009 a Cruzy-le-Châtel hi havia 118 unitats fiscals que integraven 256 persones, la mediana anual d'ingressos fiscals per persona era de 17.663 €.

### Activitats econòmiques
Dels 12 establiments que hi havia el 2007, 1 era d'una empresa extractiva, 2 d'empreses de construcció, 3 d'empreses de comerç i reparació d'automòbils, 1 d'una empresa de transport, 1 d'una empresa d'hostatgeria i restauració, 2 d'empreses de serveis i 2 d'empreses classificades com a «altres activitats de serveis».
Dels 7 establiments de servei als particulars que hi havia el 2009, 1 era una gendarmeria, 1 oficina de correu, 1 taller de reparació d'automòbils i de material agrícola, 1 paleta, 2 lampisteries i 1 restaurant.
L'únic establiment comercial que hi havia el 2009 era una botiga de menys de 120 m².
L'any 2000 a Cruzy-le-Châtel hi havia 11 explotacions agrícoles que ocupaven un total de 1.815 hectàrees.

## Equipaments sanitaris i escolars
El 2009 hi havia una escola elemental.

## Poblacions més properes
El següent diagrama mostra les poblacions més properes.